# 프리슈 아우프 괴핑겐
프리슈 아우프 괴핑겐(독일어: Frisch Auf Göppingen)는 독일 바덴뷔르템베르크주 괴핑겐를 연고로 하는 핸드볼팀이다. 현재 핸드볼 분데스리가 소속이며 1920년에 창립된 팀이다.